# Glorious Heights
Glorious Heights è l'album di debutto della cantante australiana Montaigne, pubblicato il 5 agosto 2016.

## Tracce
Testi e musiche di Jessica Cerro e Tony Buchen, eccetto dove indicato.
1. Glorious Heights – 4:15 (Jessica Cerro)
2. In the Dark – 3:21
3. Till It Kills Me – 3:11
4. Because I Love You – 3:37
5. What You Mean to Me – 4:02 (Jessica Cerro)
6. Consolation Prize – 3:53 (Jessica Cerro, Kate Miller-Heidke, Georgi Kay, Robert Conley)
7. Come Back to Me (Interlude) – 1:31
8. Come Back to Me – 3:35
9. Greater Than Me – 3:11
10. Clip My Wings – 3:30
11. Lie to Myself – 4:48 (Jessica Cerro)
12. Lonely – 4:29
13. I Am Behind You – 9:28

## Classifiche
| Classifica (2016) | Posizione massima |
| ----------------- | ----------------- |
| Australia         | 4                 |